# 匡城故城
匡城故城，又名承匡故城、匡城，位于中华人民共和国河南省商丘市睢县匡城乡匡城村西北，为一座东周宋国城池遗址，2008年被列为第五批河南省文物保护单位。
匡城始建于春秋时期，为宋国西部边邑，战国时并入魏国，秦灭魏时于此地置县，后因此处地势低湿，移县城于襄陵（今睢县县城），匡城遂废，现仍留有城垣数百米。
传说“孔子畏匡”即在此地发生（一说在河南长垣）。